# Chicago VI
Chicago VI är ett musikalbum av Chicago. Albumet spelades in i februari 1973 och släpptes i juni samma år på skivbolaget Columbia Records. Man fortsatte här på samma spår som det föregående albumet Chicago V inlett, med kortare, poppigare och mindre experimentella kompositioner. Liksom föregångaren toppade albumet billboardlistan. James Pankow skrev albumets kändaste låtar "Just You 'N' Me" och "Feelin' Stronger Everyday" vilka blev hitsinglar i USA. Gruppens nästa album Chicago VII återvände till deras gamla dubbel-LP-format.

## Låtlista
1. "Critics' Choice" - 2:49
2. "Just You 'N' Me" - 3:42
3. "Darlin' Dear" - 2:56
4. "Jenny" - 3:31
5. "What's This World Coming To" - 4:58
6. "Something in This City Changes People" - 3:42
7. "Hollywood" - 3:52
8. "In Terms of Two" - 3:29
9. "Rediscovery" - 4:47
10. "Feelin' Stronger Every Day" - 4:15

## Listplaceringar
| Lista (1973) | Position          |
| ------------ | ----------------- |
| Australien   | 14 (Go Set)       |
| Finland      | 26                |
| Kanada       | 2 (RPM)           |
| Norge        | 13 (VG-lista)     |
| Sverige      | 3 (Kvällstoppen)  |
| USA          | 1 (Billboard 200) |